# Phaedra (ópera)
Phaedra (título original en alemán; en español, Fedra) es una "ópera de concierto" en dos actos con música de Hans Werner Henze y libreto en alemán de Christian Lehnert, basado en el mito de Fedra. Se estrenó en la Ópera Estatal de Berlín el 6 de septiembre de 2007.
La obra fue un encargo y coproducción con el Berliner Festspiele, Théâtre de la Monnaie, Bruselas, Alte Oper Fráncfort y el Festival de Viena. Aunque Henze anunció en 2003 que L'Upupa und der Triumph der Sohnesliebe sería su última ópera, se supo en el año 2006 que a pesar de su seria enfermedad, estaba preparando una nueva ópera basada en el mito clásico de Fedra.
En las estadísticas de Operabase aparece con 8 representaciones en el período 2005-2010, siendo la más representada de Henze.

## Personajes
| Personaje  | Tesitura                         | Reparto del estreno, 6 de septiembre de 2007 (Director: Michael Boder) |
| ---------- | -------------------------------- | ---------------------------------------------------------------------- |
| Phaedra    | mezzosoprano                     | Maria Riccarda Wesseling                                               |
| Aphrodite  | soprano                          | Marlis Petersen                                                        |
| Hippolyt   | tenor                            | John Mark Ainsley                                                      |
| Artemis    | contratenor (papel con calzones) | Axel Köhler                                                            |
| Minotauros | bajo-barítono                    |                                                                        |